# Paul Gutjahr

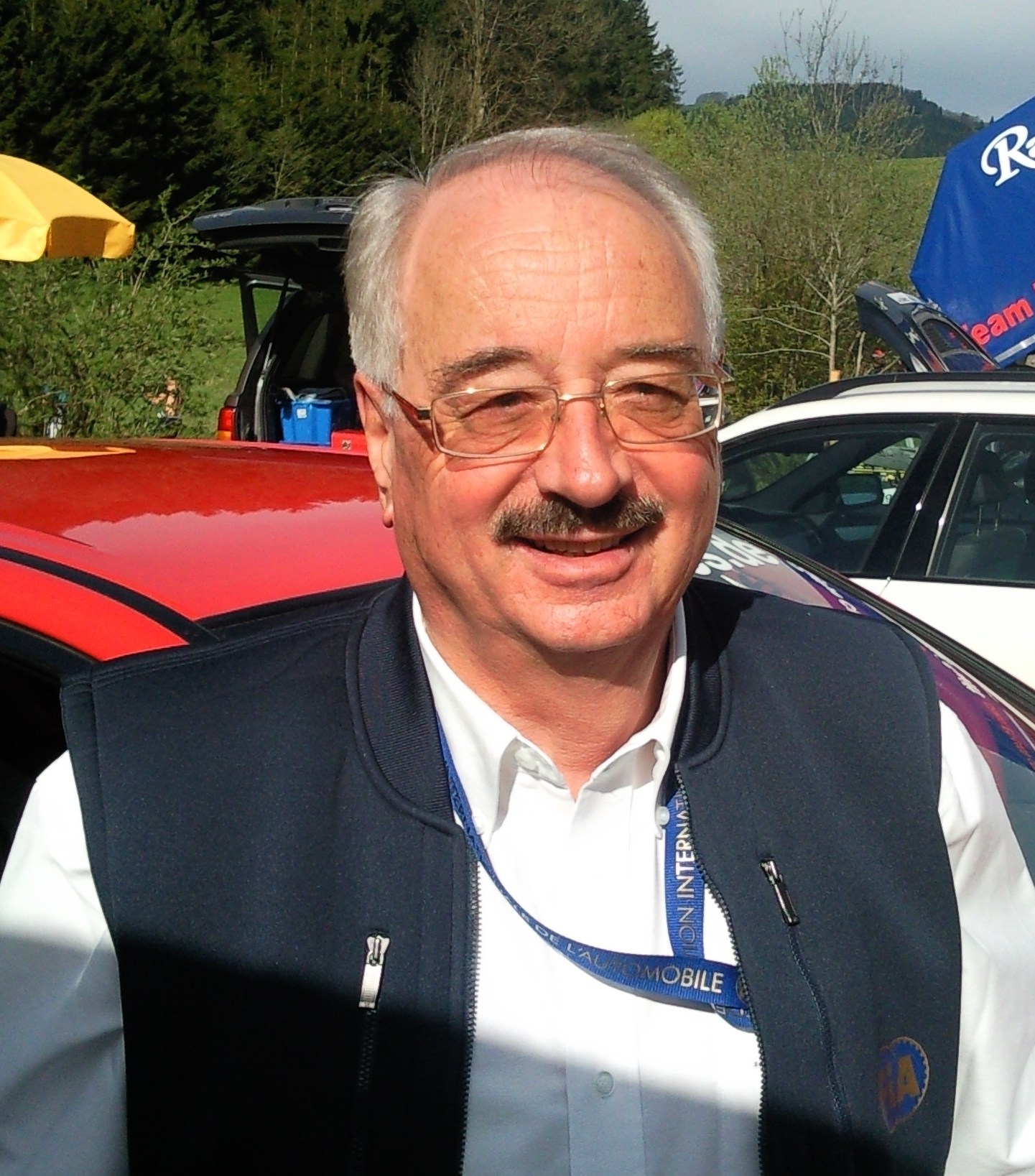
Paul Gutjahr, 2013

Paul Gutjahr (* 1. November 1942 in Bern) ist ein Schweizer FIA-Kommissär, ehemaliger Unternehmer und Rennfahrer. Er ist langjähriger Präsident der Bergrenn-Kommission der FIA und ist nach dem Status eines FIA-Observers bei vielen Bergrennen zum FIA-Chefkommissär ernannt worden.

## Motorsport
In den späten 1960ern begann Paul Gutjahr mit Rennfahren auf Alfa Romeo, Lancia, Lotus und Porsche, zuletzt mit einem March-Formel 3. In den frühen 1970ern organisierte er zahllose Veranstaltungen, während er das Amt des Vorsitzenden des Automobilclubs Bern (ACS) bekleidete. Auch dem Organisationskomitee des Grossen Preises der Schweiz stand er zwischen 1980 und 1982 vor.
Präsident der nationalen Sporthoheit der Schweiz, dem Club Auto Sport Suisse, war er von 1980 bis 2005. Bei verschiedenen Internationalen Veranstaltungen war er Sportkommissar seit 1995, so bei der Formel 3000 und der Formel 1.
2002 sollte er schon von Max Mosley zum Chefkommissär für alle Formel-1-Rennen bestellt werden; er verzichtete aber aus beruflichen Gründen, weil er in seiner Plakatierungsfirma nicht so lange abwesend sein konnte. Ehrenamtlich wurde er bei den Rennen in Brasilien, Monaco, Frankreich und England eingesetzt.

### Formel 1
Seit 2012 ist er hauptamtlich weltweit in der Formel 1 als Sportkommissar tätig und für einige Entscheidungen zentral verantwortlich.